# Bep (Kiiki)
Bep est un village du Cameroun, situé dans l'arrondissement (commune) de Kiiki, le département du Mbam-et-Inoubou et la région du Centre.

## Population
En 1966, Bep comptait 240 habitants, principalement des Bafia. Lors du recensement de 2005, on y a dénombré 308 personnes.